# August Erdmann (Theologe)
Johann Christoph August Gottfried Erdmann (* 10. Januar 1801 in Schwaan; † 22. Januar 1883 in Rostock) war ein deutscher evangelisch-lutherischer Theologe, Pastor und Abgeordneter.

## Leben
August Erdmann war Sohn des Präpositus (Johann) Ernst (Friedrich) Erdmann und jüngerer Bruder des Orientalisten Franz von Erdmann. Er studierte ab 1818 Evangelische Theologie an der Universität Rostock. Nach bestandenem Examen war er ab 1826 Pastor an der Dorfkirche Bössow. Von 1829 bis 1877 wirkte er als Pastor an der Marienkirche (Klütz). 1848 vertrat er den Wahlkreis Mecklenburg-Schwerin 12 in der Mecklenburgischen Abgeordnetenversammlung. Er gehörte dem linken Zentrum an.